# Lluís Barral Nualart
Lluís Barral Nualart (1870-1935) fou un empresari i dirigent esportiu de pesca esportiva.
Propietari, juntament amb el seu germà Carles, de la impremta Gráficas Barral, d'on després sorgiria l'editorial Seix i Barral, va ser un actiu empresari de finals del segle xix i principis del segle XX que també va fundar, entre d'altres, l'empresa de transports de viatgers Hispano Suiza i va ser vicepresident de la Unió Patronal de les Arts del Llibre, així com membre de la Junta Directiva del Reial Automòbil Club de Catalunya. Gran aficionat i practicant de la pesca, el 1931 va ser elegit president de l'Associació de Pescadors Esportius de Barcelona, càrrec des del qual va impulsar, el 1932, la creació de la Federació Regional de Piscicultura i Pesca Esportiva, entitat predecessora de la Federació Catalana de Pesca Esportiva i Càsting, la qual presidí fins al 1935. Durant el seu mandat va impulsar diverses campanyes destinades a la purificació dels rius de Catalunya, molt contaminats per les indústries en aquella època en què no hi havia control sobre els residus.